# Blackstalund
Blackstalund är en tätort i Uppsala kommun, Uppsala län.

## Befolkningsutveckling
| Befolkningsutvecklingen i Blackstalund 1995–2020                                     | Befolkningsutvecklingen i Blackstalund 1995–2020 | Befolkningsutvecklingen i Blackstalund 1995–2020 | Befolkningsutvecklingen i Blackstalund 1995–2020 | Befolkningsutvecklingen i Blackstalund 1995–2020 |
| ------------------------------------------------------------------------------------ | ------------------------------------------------ | ------------------------------------------------ | ------------------------------------------------ | ------------------------------------------------ |
|                                                                                      |                                                  |                                                  |                                                  |                                                  |
| År                                                                                   |                                                  |                                                  | Folkmängd                                        | Areal (ha)                                       |
| 1995                                                                                 | 1995                                             |                                                  | 207                                              | 63                                               |
| 2000                                                                                 | 2000                                             |                                                  | 198                                              | 64#                                              |
| 2005                                                                                 | 2005                                             |                                                  | 196                                              | 65#                                              |
| 2010                                                                                 | 2010                                             |                                                  | 210                                              | 65                                               |
| 2015                                                                                 | 2015                                             |                                                  | 203                                              | 67                                               |
| 2020                                                                                 | 2020                                             |                                                  | 230                                              | 68                                               |
| Anm.: Ny tätort 1995. Förlorade tätortsstatus 2000, återfick den 2010. # Som småort. |                                                  |                                                  |                                                  |                                                  |